# Titus Groan
Titus Groan fu un gruppo musicale britannico formato nel 1969 dal chitarrista e pianista Stuart Cowell. Il nome del gruppo è tratto da un romanzo di Mervyn Peake. Titus Groan suonava prevalentemente musica rock progressiva.
La formazione debuttò all'Hollywood Pop Festival nel maggio 1970. Il gruppo fu notato dai rappresentanti della Dawn Records e nell'autunno del 1970 iniziò a lavorare al loro primo LP, ma a causa delle scarse vendite dell'album, il gruppo fu costretto a sciogliersi l'anno successivo.
Nel 1989 la casa discografica See For Miles pubblicò un compact disc dal nome di Titus Groan... Plus, che conteneva l'intero album e tre tracce singole.

## Discografia
- Titus Groan, 1970